# Artem Udatschyn
Artem Serhijowytsch Udatschyn (ukrainisch Артем Сергійович Удачин; * 26. März 1980 in Mariupol, Ukrainische SSR, Sowjetunion) ist ein ukrainischer Gewichtheber.
Er war 1998 und 1999 Juniorenweltmeister und erreichte bei den Weltmeisterschaften 1999 den neunten Platz im Superschwergewicht. 2000 nahm er an den Olympischen Spielen in Sydney teil, bei denen er Elfter wurde. Bei den Weltmeisterschaften 2002 gewann er die Bronzemedaille. 2003 wurde Udatschyn bei den Europameisterschaften Vierter. Im selben Jahr wurde er wegen eines Dopingverstoßes bis 2005 gesperrt.
Nach seiner Sperre wurde er bei den Weltmeisterschaften 2006 Vize-Weltmeister. 2007 erreichte er bei den Weltmeisterschaften den fünften Platz. Bei den Olympischen Spielen in Peking wurde er Vierter. 2009 wurde er bei den Weltmeisterschaften wieder Vize-Weltmeister und bei den Weltmeisterschaften 2010 gewann er Bronze. Bei den Europameisterschaften 2013 gewann er Silber im Zweikampf und im Stoßen und Gold im Reißen.